# Callum Voisin
Callum Voisin (Ginevra, 6 marzo 2006) è un pilota automobilistico britannico-svizzero, vincitore della GB3 nel 2023.

## Carriera

### Primi anni in monoposto
Voisin inizia al età di 15 anni a gareggiare in monoposto correndo nel Campionato Ginetta Junior con il team R Racing. Si mette subito in luce ottenendo buoni risultati in dalle prime gare, chiude la stagione con ben sette vittorie e il sesto posto in classifica e il secondo tra i Rookie. 
Nel 2022, Voisin passa al Campionato GB3 legandosi al team Carlin. Il pilota di Ginevra ottiene tre vittorie ma la incostanza di risultati non lo porta in vetta, chiude la sua prima stagione nella serie al quarto posto.
L'anno seguente rimane nella serie con il team Rodin Carlin. Il britannico ottiene due vittorie, la prima a Brands Hatch e la seconda al Donington Park. Grazie anche a molti podi durante la stagione e un'ottima costanza riesce a diventare campione della serie davanti ad Alex Dunne. A fine stagione, Voisin viene nominato tra i finalisti del premio Aston Martin Autosport BRDC Award, dove però vince, Joseph Loake.

### Formula 3

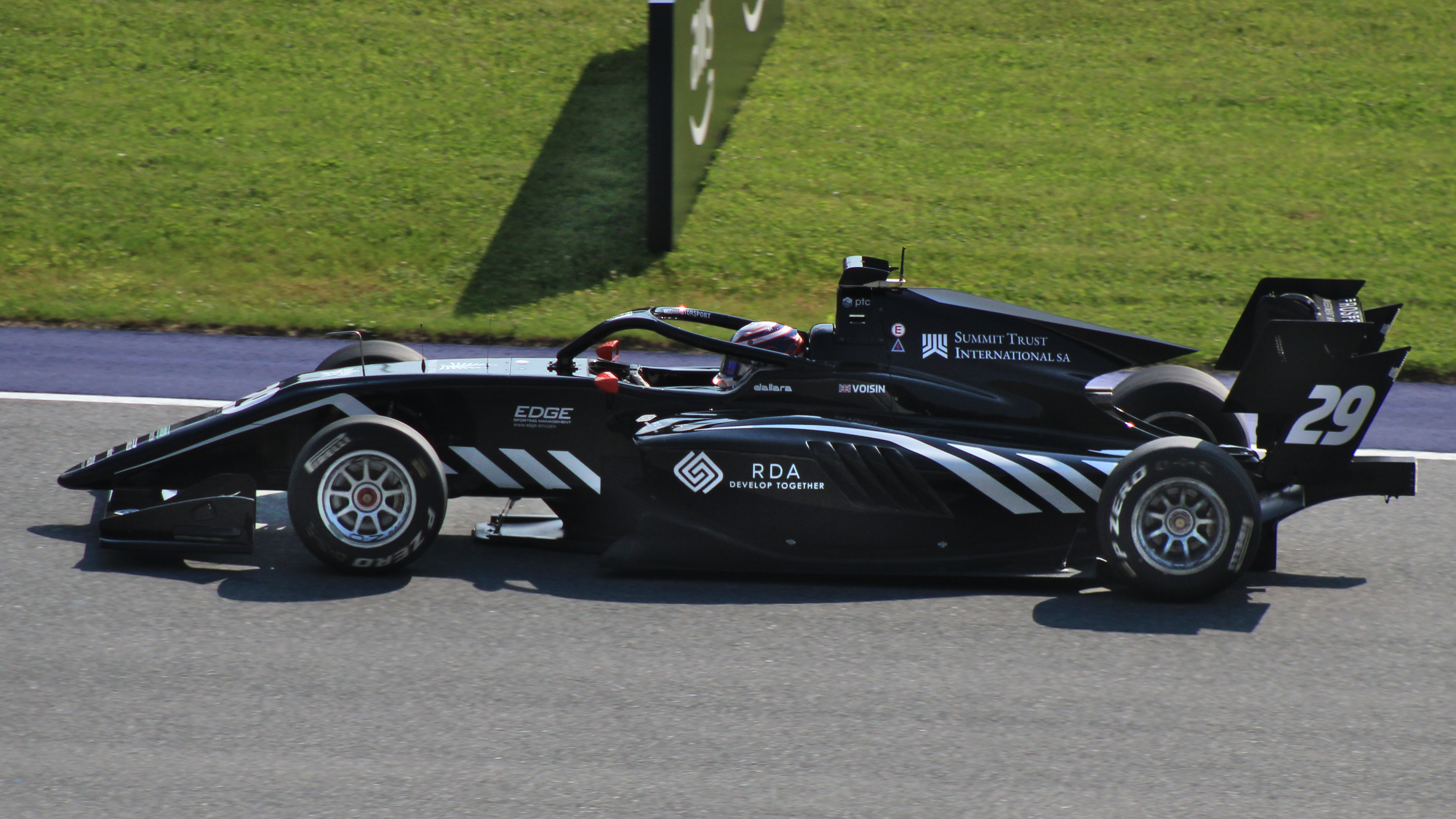
Callum Voisin alla guida della Dallara F3 nel 2024

Nel 2024 rimane legato al team Rodin Motorsport passano alla Formula 3, serie propedeutica della Formula 1. Nella prima parte della stagione non riesce a chiudere in zona punti, la situazione cambia arrivando quarto nella prima gara di Silverstone. In gara due sul circuito britannico ottiene anche il suo primo podio chiudendo terzo dietro le due Prema di Lindblad e Minì. Nel round seguente al Hungaroring riesce a chiudere a punti in entrambe le corse. Sul Circuito di Spa-Francorchamps ottiene la Pole position e arriva, in gara due, la sua prima vittoria davanti a Sebastián Montoya. Voisin chiude la sua prima stagione in Formula 3 al dodicesimo posto con 67 punti conquistati. Dopo la F3 torna in GB3 per l'ultimo round stagionale a Brands Hatch.
Per la stagione 2025 rimane in Formula 3 venendo confermato dal team Rodin Motorsport.

## Risultati

### Riassunto della carriera
| Stagione | Serie                     | Team             | Gare | Vittorie | Pole | G.V | Podio | Punti | Pos. |
| -------- | ------------------------- | ---------------- | ---- | -------- | ---- | --- | ----- | ----- | ---- |
| 2021     | Campionato Ginetta Junior | R Racing         | 25   | 7        | 3    | 6   | 11    | 415   | 6º   |
| 2022     | Campionato GB3            | Carlin           | 24   | 3        | 5    | 4   | 6     | 359   | 4º   |
| 2023     | Campionato GB3            | Rodin Carlin     | 23   | 2        | 6    | 1   | 11    | 484   | 1º   |
| 2024     | Formula 3                 | Rodin Motorsport | 20   | 1        | 1    | 1   | 2     | 67    | 12º  |
| 2024     | Campionato GB3            | Rodin Motorsport | 3    | 0        | 0    | 0   | 1     | 40*   | 24º  |
| 2025     | Formula 3                 | Rodin Motorsport | 15   | 0        | 0    | 0   | 1     | 48*   |      |

* stagione in corso.

### Risultati in GB3
(legenda) (Le gare in grassetto indicano la pole position) (Le gare in corsivo indicano Gpv)
| Anno | Team             | 1   | 2   | 3   | 4   | 5   | 6   | 7   | 8   | 9   | 10  | 11  | 12  | 13  | 14  | 15  | 16  | 17  | 18  | 19  | 20  | 21  | 22  | 23  | 24  | Punti | Pos. |
| ---- | ---------------- | --- | --- | --- | --- | --- | --- | --- | --- | --- | --- | --- | --- | --- | --- | --- | --- | --- | --- | --- | --- | --- | --- | --- | --- | ----- | ---- |
| 2022 | Carlin           | OUL | OUL | OUL | SIL | SIL | SIL | DON | DON | DON | SNE | SNE | SNE | SPA | SPA | SPA | SIL | SIL | SIL | BRH | BRH | BRH | DON | DON | DON | 359   | 4º   |
| 2022 | Carlin           | 20  | 9   | 13  | 10  | 5   | 8   | 1   | 7   | 6   | 1   | Rit | 17  | 8   | 10  | 2   | 2   | 2   | 4   | 9   | 13  | Rit | 1   | 9   | Rit | 359   | 4º   |
| 2023 | Rodin Carlin     | OUL | OUL | OUL | SIL | SIL | SIL | SPA | SPA | SPA | SNE | SNE | SNE | SIL | SIL | SIL | BRH | BRH | BRH | ZAN | ZAN | ZAN | DON | DON | DON | 484   | 1º   |
| 2023 | Rodin Carlin     | 3   | 2   | Rit | 6   | 3   | 4   | 2   | 2   | 10  | 3   | Rit | 11  | 3   | 5   | C   | 2   | 1   | 14  | 7   | 6   | 5   | 1   | 2   | 12  | 484   | 1º   |
| 2024 | Rodin Motorsport | OUL | OUL | OUL | SIL | SIL | SIL | SPA | SPA | SPA | HUN | HUN | HUN | ZAN | ZAN | ZAN | SIL | SIL | SIL | DON | DON | DON | BRH | BRH | BRH | 40    | 24º  |
| 2024 | Rodin Motorsport |     |     |     |     |     |     |     |     |     |     |     |     |     |     |     |     |     |     |     |     |     | 9   | 10  | 2   | 40    | 24º  |

* stagione in corso.

### Risultati in Formula 3
(legenda) (Le gare in grassetto indicano la pole position) (Le gare in corsivo indicano Gpv)
| Anno | Team             | 1   | 2   | 3   | 4   | 5   | 6   | 7   | 8   | 9   | 10  | 11  | 12  | 13  | 14  | 15  | 16  | 17  | 18  | 19  | 20  | Punti | Pos. |
| ---- | ---------------- | --- | --- | --- | --- | --- | --- | --- | --- | --- | --- | --- | --- | --- | --- | --- | --- | --- | --- | --- | --- | ----- | ---- |
| 2024 | Rodin Motorsport | SAK | SAK | MEL | MEL | IMO | IMO | MON | MON | CAT | CAT | RBR | RBR | SIL | SIL | HUN | HUN | SPA | SPA | MNZ | MNZ | 67    | 12º  |
| 2024 | Rodin Motorsport | 17  | 21  | 18  | 21  | Rit | 29  | 12  | 13  | Rit | 16  | 14  | 25  | 4   | 3   | 6   | 6   | 7   | 1   | 24  | 22  | 67    | 12º  |
| 2025 | Rodin Motorsport | AUS | AUS | SAK | SAK | IMO | IMO | MON | MON | CAT | CAT | RBR | RBR | SIL | SIL | SPA | SPA | HUN | HUN | MON | MON | 48*   |      |
| 2025 | Rodin Motorsport | 9   | Rit | 4   | 2   | 26  | 18  | 10  | 4   | 16  | 10  | 8   | 8   | 22  | 19  | 18  | C   |     |     |     |     | 48*   |      |